# Maschinenfabrik Geipel

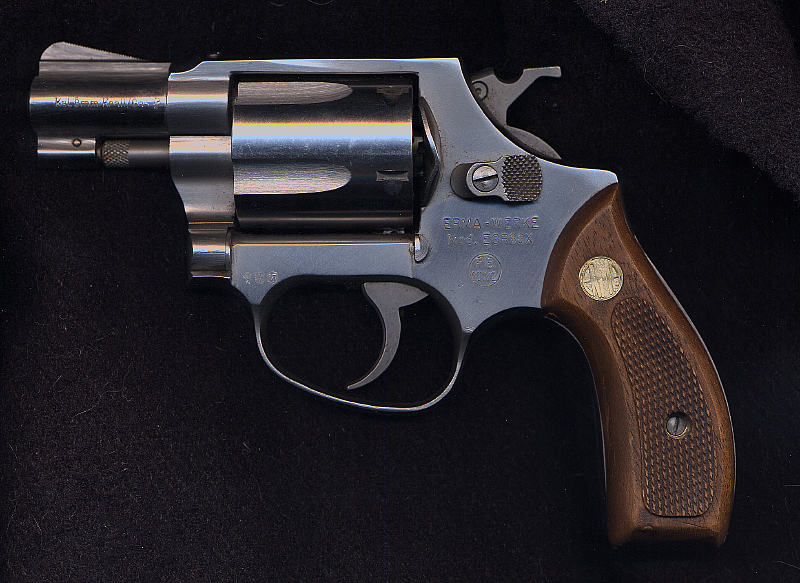
ERMA Knall/Gas-Revolver EGR 66X

Die Erfurter Maschinen- und Werkzeugfabrik Berthold Geipel GmbH (kurz ERMA) wurde 1924 von Berthold Geipel in Erfurt gegründet. Die Firma stellte, wie die später am selben Ort etablierten Feinmechanischen Werke GmbH („FEIMA“), ab den 1930er Jahren auch Waffen her. Das Unternehmen entwickelte u. a. die Maschinenpistole 38 und 40.

## Geschichte

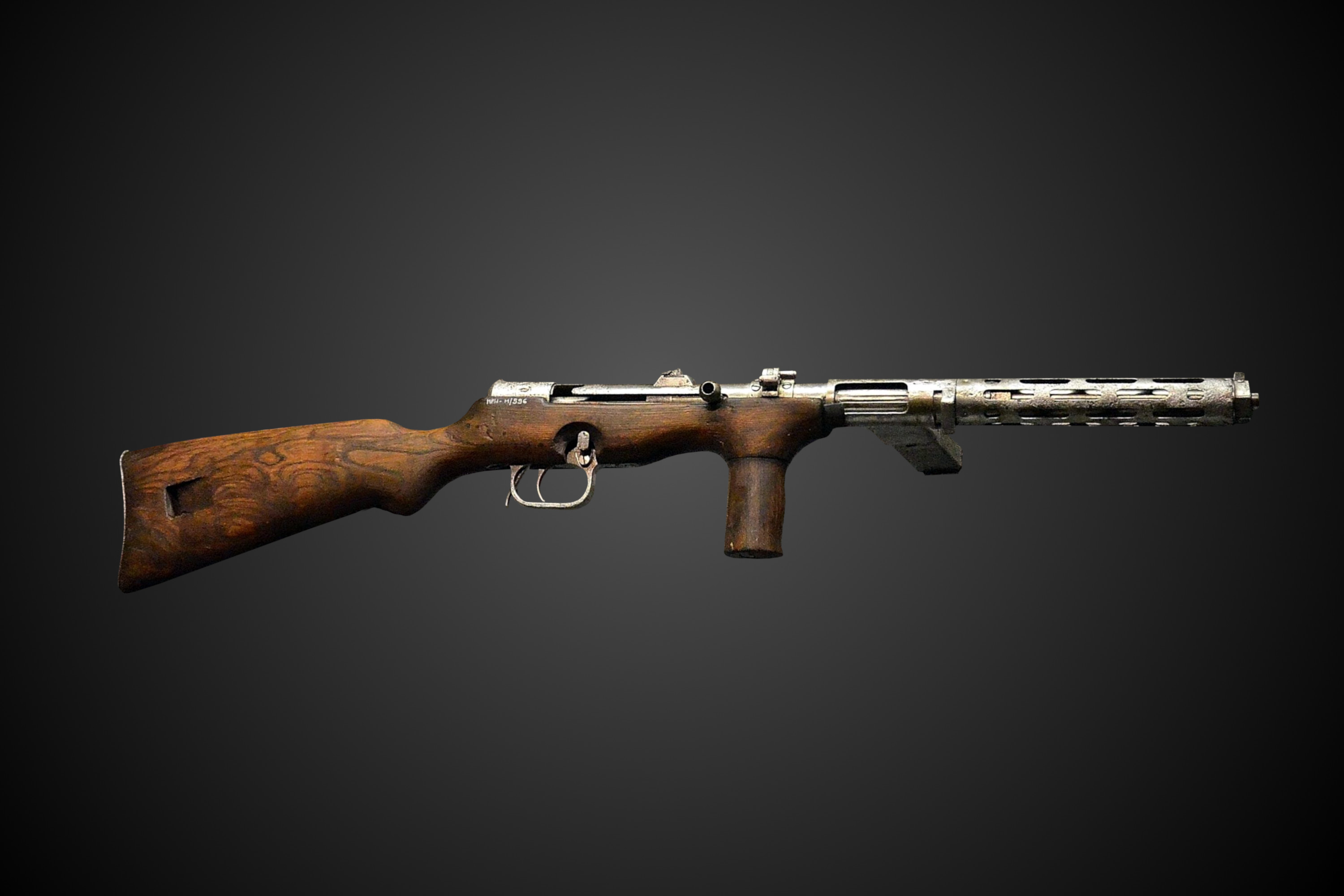
ERMA EMP ausgestellt im Museum des Warschauer Aufstandes

Berthold Geipel war seit 1920 bei dem Unternehmen Deutsche Werke AG im Werk Erfurt angestellt, zuletzt in leitender Position. Wenige Jahre nach Ende des Ersten Weltkrieges wurden noch Rüstungsgüter bzw. Feuerwaffen gefertigt, wie die „Ortgies-Pistole“. Ab 1924 bot man allerdings nur mehr zivile Produkte wie Schreibmaschinen an. Geipel machte sich im selben Jahr mit der Erfurter Maschinen- und Werkzeugfabrik GmbH als Unternehmer selbständig, 1925 etablierte er zusätzlich die Firma Erfurter Feinmechanische Werke J. Braband GmbH mit Hilfe Julius Brabands, seines Schwiegervaters. Die Betriebe waren zunächst an der Rudolfstraße 49 angesiedelt, in der dortigen ehemaligen „Rudolfkaserne“. Geipel leitete schließlich beide Firmen. Ab den 1930er Jahren wurden dort Karabiner sowie Maschinenpistolen, mit der Bezeichnung EMP für „ERMA Maschinenpistole“, gefertigt.

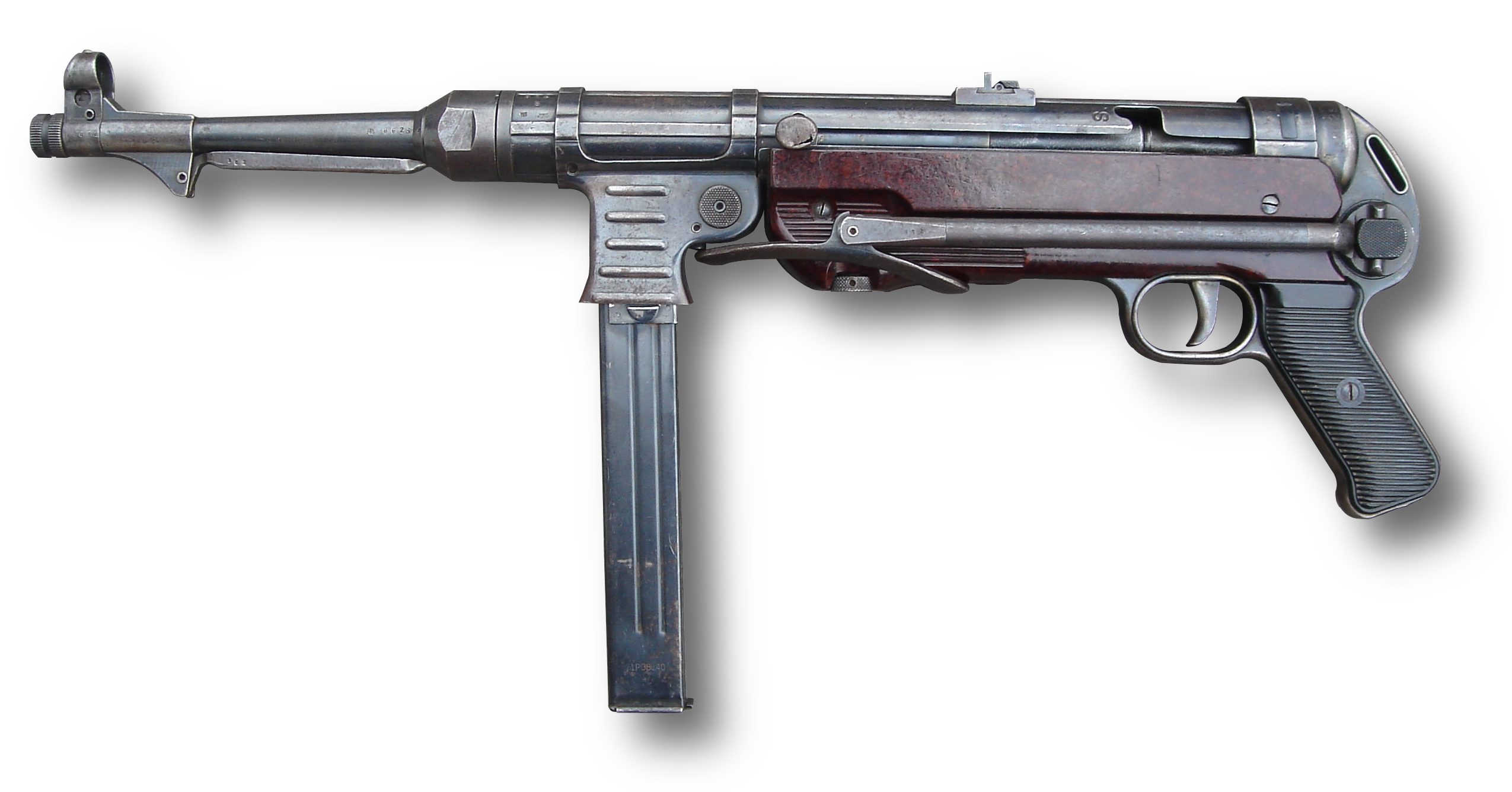
Maschinenpistole 40

### Rüstungsgüterproduktion
Die „EMP“-Reihe basierte auf Entwürfen des Waffenkonstrukteurs Heinrich Vollmer, welche Anfang der 1930er Jahre von Geipel erworben wurden. Die Maschinenpistolen wurden in mehreren Varianten von 1932 (erst als direkter Nachbau des Vollmer-Modells) bis 1938 im Inland, aber vor allem nach Spanien, nach Mexiko, China und Jugoslawien abgesetzt; die Spanier erwarben später eine Produktionslizenz. 1935 wurde eine Lizenz für den Karabiner des Mauser Modell 98 erworben, dieser wurde bis Anfang der 1940er Jahre gefertigt. In den Vorkriegsjahren gab es verschiedene Einsteckläufe (zBsp. Typs Erma EL 24) für diese Repetiersysteme. 1933 trat der Bruder Elmar Geipel in die Firma ein. 1934 und 1935 erfolgten Umbenennungen der Betriebe zu Erfurter Maschinen- und Werkzeugefabrik B. Geipel GmbH bzw. „ERMA“, sowie Feinmechanische Werke GmbH bzw. „FEIMA“. 1937 wird Berthold Geipel zum Wehrwirtschaftsführer Erfurts ernannt.

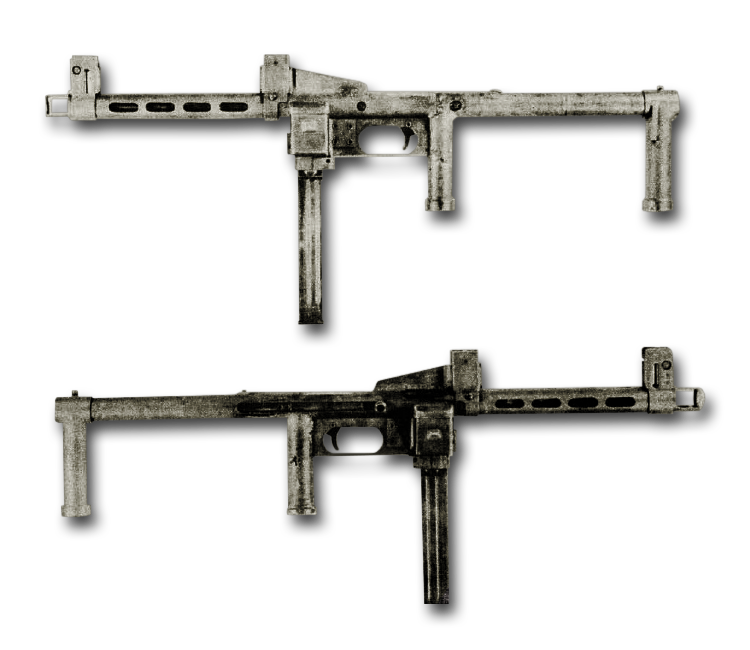
ERMA MP 44, Prototyp

Aus der „EMP 36“-Version wurde die „MP 38“ und das Nachfolgemodell „MP 40“ unter der Leitung Vollmers entwickelt und für die deutsche Wehrmacht hergestellt. 1943 wurde von den ERMA-Werken die „Erma EMP 44“ konstruiert, eine sehr einfache Maschinenpistole, die schnell und in hohen Stückzahlen hergestellt werden konnte. Solch eine Waffe wurde jedoch von der Wehrmacht zu diesem Zeitpunkt noch abgelehnt, die spätere Einrichtung einer Fertigung war trotz Bedarfs nicht mehr möglich. Ähnliche Modelle wurden z. B. auf sowjetischer (PPS-43) und britischer Seite (Sten Gun) erfolgreich eingesetzt und blieben Jahrzehnte in Gebrauch.
Während des Zweiten Weltkrieges war ein Teil des Unternehmens in der Altonaer Straße 25 angesiedelt, auf dem Gelände der Fachhochschule Erfurt. Darüber hinaus bestand ab etwa 1940 ein Zwangsarbeitslager für die Waffenproduktion, nahe der jetzigen Fachhochschule gelegen. Es waren rund 2000 Arbeiter dort untergebracht.

### Neugründung
Nach dem Zweiten Weltkrieg befand sich Erfurt in der sowjetischen Besatzungszone, die Firmen mussten ihre Tätigkeit einstellen. Bertholt Geipel wurde 1945 aufgrund seiner Verbindungen zum nationalsozialistischen Regime erst verhaftet, durchlief später jedoch eine Entnazifizierung. Er begann für die „Vollmer Werke GmbH“ seines ehemaligen Konstrukteurs zu arbeiten. Ein Teil der Familie zog 1948 in den westalliierten Besatzungsbereich nach Bayern, wo in Dachau ein wirtschaftlicher Neuanfang begangen wurde. Geipels Sohn Rudolf wurde nach seiner Kriegsgefangenschaft angestellt. Man begann zuerst, Haushaltsgerätschaften zu produzieren. Auch Maschinenteile und Wälzlager für die Firma Präzifx wurden instand gehalten. 1952 folgte die Neugründung der Gesellschaft als ERMA-Werke Waffen- und Maschinenfabrik GmbH. Technischer Direktor und Geschäftsführer war bis in die 1980er Jahre Josef Eder (* 1929). Der Firmensitz befand sich nun in der Johann-Ziegler-Straße 13–15.

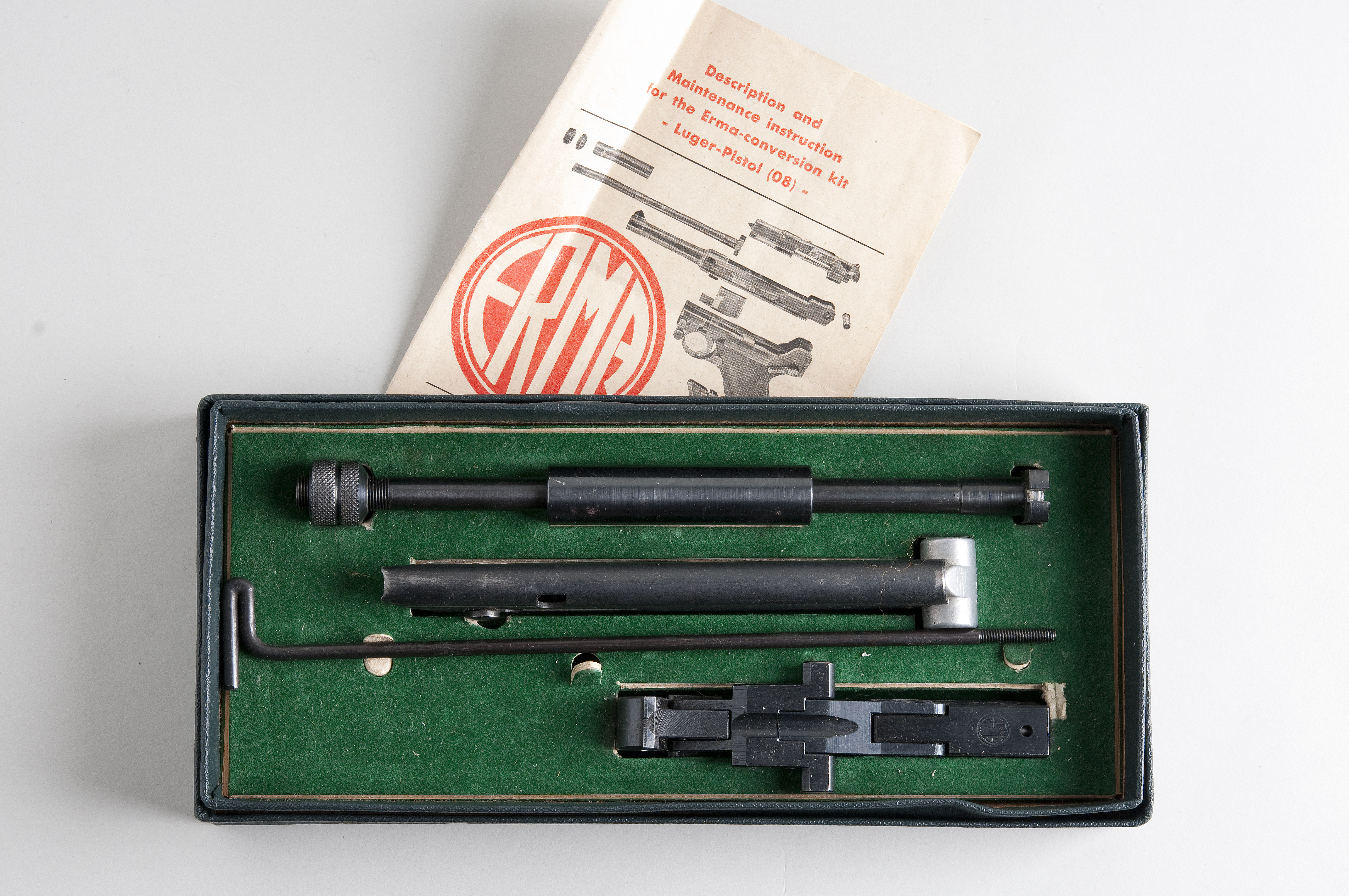
ERMA SE 08/2 Einstecksystem

### Wiederaufnahme der Waffenfertigung
Das Fertigungsprogramm umfasste ab den 1950er Jahren wieder Schusswaffen (Pistolen, Revolver und Kleinkalibergewehre) und -teile, Einsteckläufe und Wechselsysteme für andere Kaliber, sowie Gleitlager und Maschinen. Die Fertigung konzentrierte sich eher auf Faustfeuerwaffen, so bspw. für das sportliche Schießen. 1954 entwickelte „ERMA“ für Samuel Cummings’ Firma „Interarmco“ ein Einstecklaufsystem für die Parabellumpistole. Das Unternehmen erhielt darüber hinaus einen Auftrag, Feuerwaffen aus alliierten Beständen im Gebrauch bei deutschen Polizeien zu warten bzw. Ersatzteile für diese herzustellen. Auch ein Kleinkalibergewehr nach Art des M1 Carbine sollte angeboten werden, als Übungsvariante für Behörden, u. a. im Kaliber .22 lfB. Eine Anzahl wurde bei der österreichischen Bundesgendarmerie eingesetzt, um die „U.S.-Karabiner .30 M1“ sinnvoll zu ergänzen. Weiters wurden in Europa und den USA Varianten dieses Karabiners, das Modell „EG 70“, ab Mitte der 1960er Jahre im Zivilmarkt sehr beliebt.

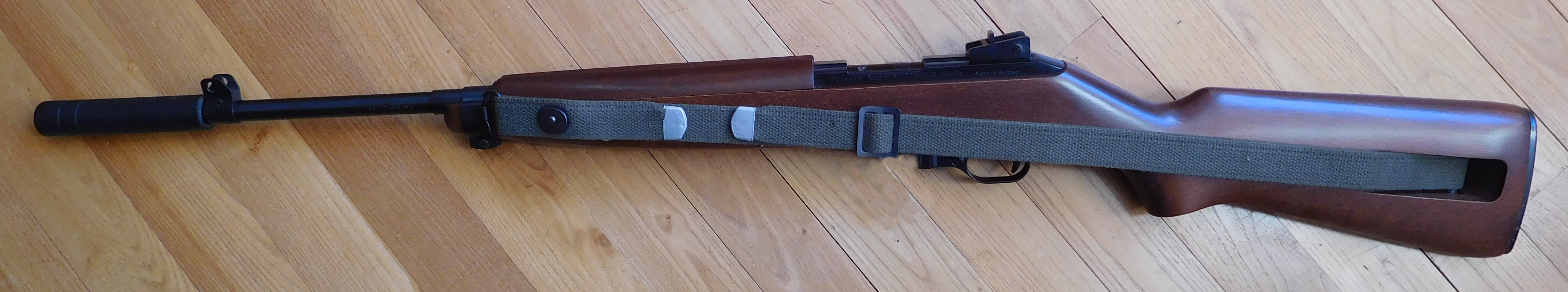
ERMA E M1-Karabiner in .22 LfB

Nach Gründung der westdeutschen Bundeswehr 1955 war man bestrebt, Feuerwaffen aus westalliierten Beständen nach Möglichkeit durch eigene Rüstungserzeugnisse zu ersetzen, u. a. sollte eine neue Maschinenpistole für Sicherheits- und Streitkräfte eingeführt werden. Die „ERMA-Werke“ legten ihren Entwurf vor, der jedoch nicht angenommen wurde. Stattdessen wurde seit 1959 die Uzi unter der Bezeichnung „MP2“ bei der Bundeswehr, und Walther-MP-Varianten (seit 1963 produziert) bei der Bundesmarine, beim Bundesgrenzschutz und der Polizei eingesetzt. Die Ausgaben für die Entwicklung der neuen Behördenwaffe und das Ausscheiden aus der Auswahl belasteten das Unternehmen finanziell, sodass es letztlich zur Übernahme der Firma kam.

### Übernahme
1961 wurden die Gesellschaft von der Firma „Fiberglide“ erworben. Der Markenname „ERMA“ wurde teilweise weiterverwandt, Geipel Vater und Sohn verließen das Unternehmen. Die produzierten Feuerwaffen wurden über viele Jahre erfolgreich u. a. in den Vereinigten Staaten, aber auch in Europa vertrieben. Eine schlecht laufende Kooperation mit dem US-amerikanischen Waffenhersteller Harrington & Richardson, rechtliche Aspekte im Exportgeschäft mit den USA, verschärfter Wettbewerb sowie nochmalige finanzielle Probleme brachten das Unternehmen Mitte der 1990er Jahre in wirtschaftliche Schwierigkeiten. 1997 meldeten die „ERMA-Werke“ schließlich Insolvenz an. Die Reste gingen 1998 an die „Suhler Jagd- und Sportwaffen GmbH“. Der bayrische Standort wurde liquidiert, der Marken- bzw. Firmenname, zBsp. als „ERMA SUHL“, zeitweise weiterverwandt. 2003 erwarb wiederum die „Heckler & Koch Jagd- und Sportwaffen GmbH“ das Thüringer Unternehmen.

## Produkte

### Freizeit-, Signal- und Verteidigungswaffen
- Erma EGP 45 – Schreckschuss-Version der Pistole EP 452 im Kaliber 8 mm K (Wadie 8x20 mm Knall; s. a. Schreckschusswaffe#Kaliber)
- Erma EGP 65 (PTB 146) – Schreckschuss-Pistole Kaliber 8mm K
- Erma EGP 75 S (PTB 401) – Schreckschuss-Pistole Kaliber 8 mm K
- Erma EGG 1  (PTB 529) – Schreckschuss-Gewehr Aufbau wie -M1 Carbine-, 8mm Knall, Auflage 700stück
- Erma EGR 66 (PTB 162) – Nachbau des Smith & Wesson-Revolvers Modell 36 im Kaliber 9 mm RK (9x17 mm R Knall/Gas)
- Erma EGR 66X (PTB 162/2) – wie Revolver EGR 66, aber vollständig aus Edelstahl gefertigt
- Erma EGR 77 – (PTB 233 und PTB 601) Schreckschuss-Version des ER 77-Revolvers im Kaliber 9 mm RK
- Erma ER 77 – Nachbau des Smith & Wesson-Revolvers Modell 19 im Kaliber 4 mm M20, sog. „Zimmermunition“ (s. Zimmerstutzen)
- Erma ER 440 – Kompakter 5-schüssiger (J Rahmen-)Revolver aus Edelstahl im Kaliber .38 Special (9×29 mm R).

### Sportwaffen
- Erma EG 70 – Kleinkalibergewehr im Stil des „M1 Carbine“ in .22 lfB, auch als E M1 oder EG M1 vermarktet
- Erma ESG 22 – Kleinkalibergewehr im Stil des „M1 Carbine“ in .22 Winchester Magnum
- Erma EG 71 – Unterhebelrepetierer im Kaliber .22 lfB (auch .22 lR)
- Erma EG 71B und EG 712 – Unterhebelrepetierer für die Kaliber .22 kurz, .22 lang und .22 lfB (auch .22 lR)
- Erma EG 72 – Vorderschaftrepetierer im Kaliber .22lfB
- Erma EG 73 – Unterhebelrepetierer im Kaliber .22 Winchester Magnum
- Erma EG 76 – Unterhebelrepetierer im Kaliber 4mm lang
- Erma EG 294 – Kleinkalibergewehr im Kaliber .22 lfB
- Erma ERP 74 – Revolver im Kaliber 4 mm M20
- Erma KGP 55 – Pistole im Kaliber 8 mm K
- Erma KGP 68 – Pistole im Stil der Pistole 08 („Parabellum“), maßstäblich etwas verkleinert im Kaliber 7,65mm (.32ACP)
- Erma KGP 69 – Pistole im Stil der Pistole 08, maßstäblich etwas verkleinert im Kaliber .22 lfB
- Erma ESP 85 A – Kleinkaliber-Sportpistole im Kaliber .22 lfB
- Erma EP 22 – Pistole im Stil der Pistole 08 in Originalgröße im Kaliber .22lfB
- Erma EP 452 – Pistole im Stil der 1911 Commander im Kaliber .22 lfB
- Erma EP 457 – Pistole im Kaliber 7,65 mm Browning bzw. .32 ACP
- Erma EP 459 – Pistole im Kaliber 9 mm Kurz bzw. .380 ACP
- Erma EP 552 – Pistole im Kaliber .22 lfB
- Erma EP 555 – Pistole im Kaliber 6,35 mm Browning bzw. .25 ACP
- Erma EP 652 – Pistole im Kaliber .22 lfB
- Erma EP 752 – Pistole im Stil einer Walther PPK im Kaliber .22 lfB
- Erma ER 777 – Revolver im Stil des Smith & Wesson Model 686 mit 15-cm-Lauf (sechs Zoll) im Kaliber .357 Magnum (9×33 mm R)
- Erma EP 882 – Pistole im Stil einer Walther P38 im Kaliber .22 lfB

### Polizei- und Militärwaffen
- Erma EMP 35 – Mehrere Varianten, Vorläufer der Maschinenpistolen 38 und 40
- Maschinenpistole 40 – Maschinenpistole im Kaliber 9 × 19 mm Luger
- Erma EMP 44 – Prototyp von 1943 im Kaliber 9 mm Luger, wurde jedoch von der Wehrmacht abgelehnt.
- Erma SR 100 – Präzisionsgewehr (Scharfschützengewehr) in den Kalibern .308 Win, .300 Winchester Magnum oder .338 Lapua
- Signalpistole Walther Aluminiumausführung Fertigung ERMA Werke von 1936- 945

### Waffenteile
- Wechselsystem für die Erma ESP 85 A im Kaliber .32 S&W Long „Wadcutter“ (7,65x23 mm R)
- Erma EL 24 – Einstecklaufsystem für Mauser-Repetierbüchsen und -karabiner System 98
- Erma SE 08/2 – Selbstlade-Einstecksystem im Kaliber .22 lfB für Pistole 08 in 9 mm Luger